# Mercedes-Benz W 121 B II
Der Mercedes-Benz W 121 B II (Verkaufsbezeichnung Mercedes-Benz 190 SL) ist ein Sportwagen von Daimler-Benz, der von 1955 bis 1963 als Roadster (wahlweise auch mit Coupédach erhältlich) angeboten wurde.
Die Zahl 190 steht in der Verkaufsbezeichnung für den Hubraum in Zentiliter gemessen, die Zusatzbezeichnung SL ist die Kurzform für „Sport Leicht“.

## Modellgeschichte

### Allgemeines

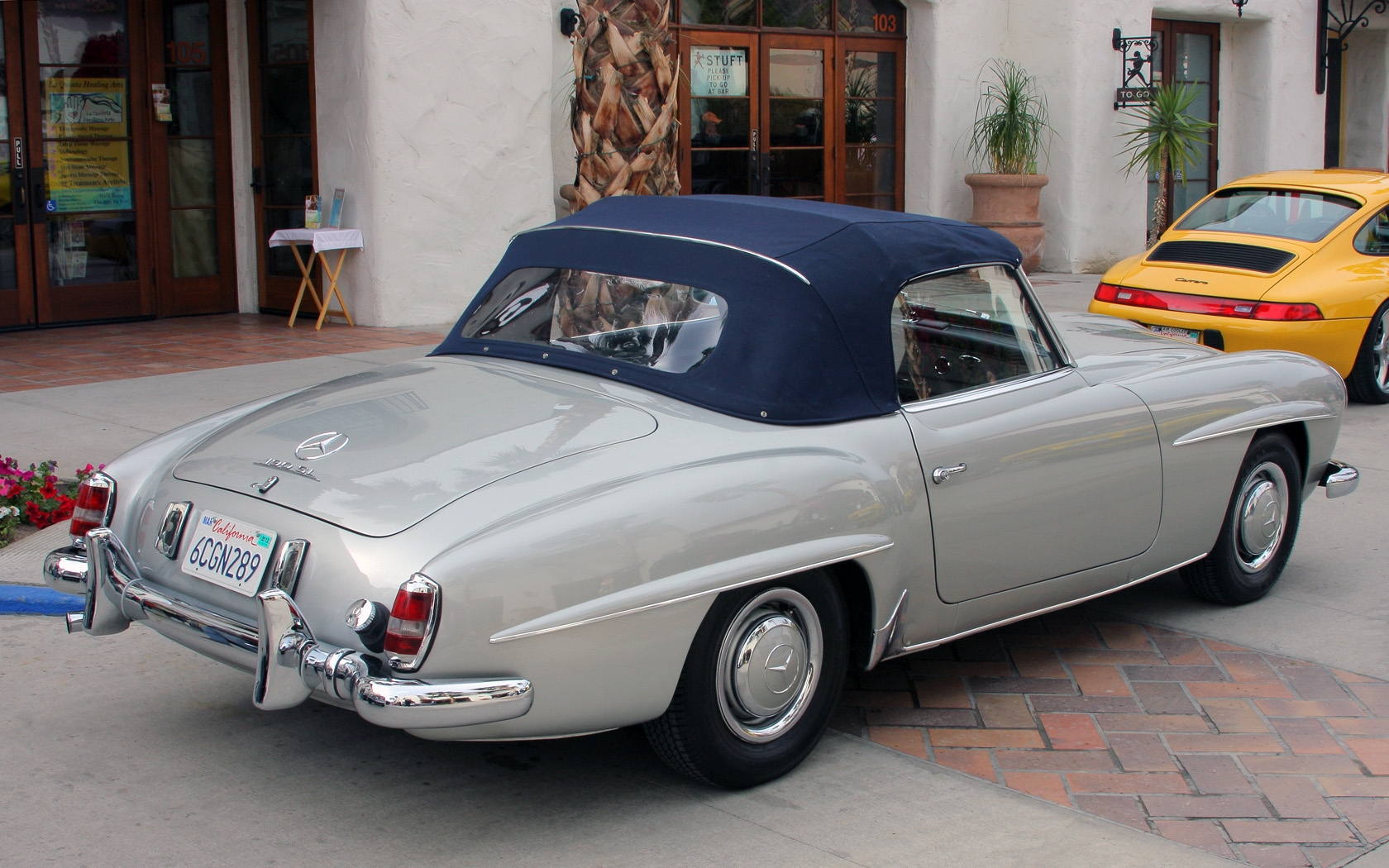
SL Heckansicht mit geschlossenem Verdeck

Der Mercedes-Benz 190 SL basiert technisch auf der Limousine der Baureihe W 121 („Ponton-Modell“). Zur Unterscheidung vom Pontonmodell 190 wurde der Werkscode W 121 um den Zusatz B II (für Baureihe II) ergänzt, sodass die korrekte interne Bezeichnung W 121 B II lautet. In Anlehnung an die spätere Kennzeichnung der SL-Modelle mit dem Kürzel R (für Roadster, ab Baureihe 107) wird der 190 SL gelegentlich aber auch als R 121 bezeichnet.
Der 190 SL war ausschließlich mit einem 1,9-Liter-Ottomotor erhältlich. Dieser war eine eigenständige Entwicklung (M 121 B II) und leistete mit 105 PS (77 kW) mehr als der gleich große Motor der Limousine.
1953 gab es erste Studien einer zwei- bzw. viersitzigen Variante des 180er Ponton-Limousinen-Modells, deren Karosserien weitgehend der Limousine entsprachen, aber zugunsten eines Entwurfes von Walter Häcker und Hermann Ahrens verworfen wurden.
Der 190 SL sollte nahe an seinen „großen Bruder“, den 300 SL Flügeltürer, heranrücken. Die Fahrleistungen waren allerdings erheblich geringer (105 PS/77 kW gegenüber 215 PS/158 kW). Daimler-Benz bezeichnete den 190 SL deshalb in den Prospekten als „Touren-Sportwagen“.
Das Nebeneinander von zwei unterschiedlichen SL-Baureihen war einmalig in der Geschichte von Daimler-Benz. Erst seit der Einführung der SLK-Baureihe gibt es wieder zwei unterschiedliche Roadster-Modelle, weshalb der 190 SL mitunter als Vorgänger des SLK angesehen wird.

### Entwicklung

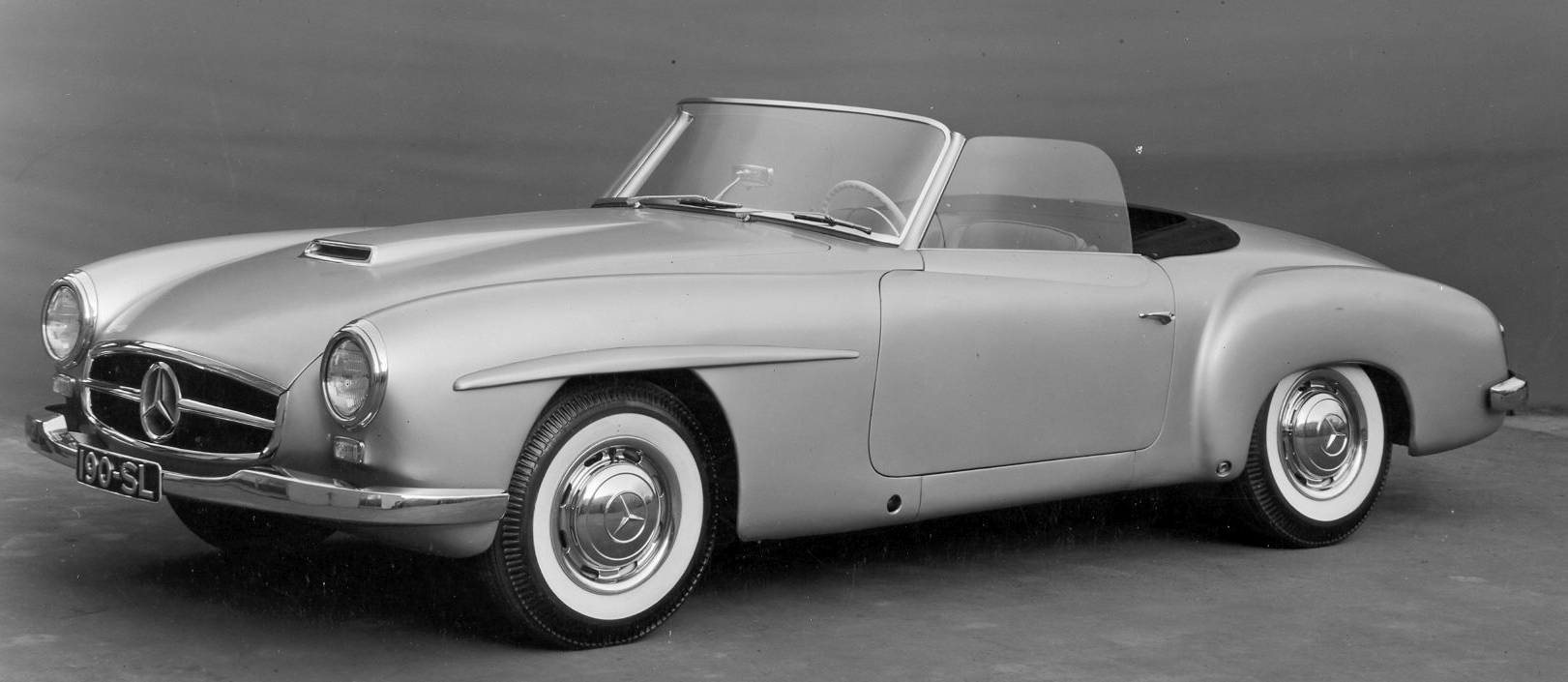
Der 190-SL-Prototyp für die New Yorker Ausstellung im Februar 1954

Im September 1953 trug der US-Importeur von Daimler-Benz, Max Hoffman, dem Unternehmensvorstand seine Ideen zur Steigerung des US-Geschäfts vor. Er wünschte sich zwei unterschiedlich konzipierte Sportwagenmodelle als Ergänzung für die bis dahin eher konservative Mercedes-Modellpalette.

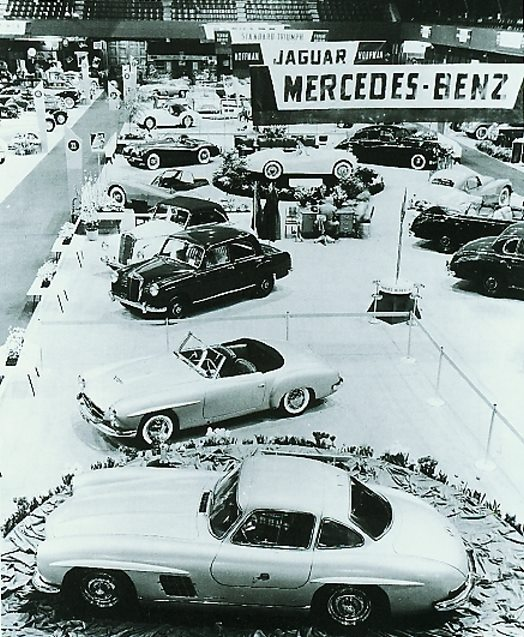
190 SL und 300 SL auf der International Motor Sports Show in New York im Februar 1954

Für die Konzeption eines echten Sportwagens bot sich als Basis das Rennsport-Coupé 300 SL von 1952 an, das in den USA durch den Sieg bei der Carrera Panamericana Aufmerksamkeit erzielt hatte. Neben diesem sollte auch ein sportlicher Reisewagen mit hoher Alltagstauglichkeit angeboten werden. Hoffman erhielt die Zusage, dass vom 6. bis 14. Februar 1954 jeweils eine Studie dieser Fahrzeuge in New York auf der „International Motor Sports Show“ ausgestellt werden könne.
Trotz der äußerst kurzen Entwicklungszeit von nur fünf Monaten konnten Prototypen des 300 SL und des 190 SL angefertigt werden, die von den Besuchern auf der New Yorker Autoschau und der Fachpresse begeistert aufgenommen wurden. Die Entwicklung des 300 SL war schon sehr weit vorangeschritten, sodass die Produktion im August 1954 beginnen konnte. An der New Yorker Ausführung des 190 SL nahm das Karosserie-Konstruktionsteam von Walther Häcker im Laufe des Jahres 1954 noch mehrere optische Retuschen vor, um das Fahrzeug näher der von Friedrich Geiger entworfenen Form des 300 SL anzugleichen (z. B. Entfernung der Lufthutze auf der Motorhaube sowie Retuschen an Blinkleuchten, Kühlergrill, Stoßstangen, hinterem Kotflügel und Armaturenbrett).
Der erste überarbeitete 190 SL wurde im März 1955 beim Genfer Automobilsalon gezeigt. Die Serienfertigung begann zwei Monate später im Werk Sindelfingen, wo auch der 300 SL produziert wurde. Die ursprünglich anvisierte Höchstgeschwindigkeit von 190 km/h ließ sich nicht ganz realisieren: In der Praxis war bei ca. 170 km/h das Maximum erreicht.
Zur IAA 1955 in Frankfurt am Main lag der Grundpreis der teuersten Variante „Coupé mit Hardtopaufsatz und Stoffverdeck“ bei 17.650 DM, was nach heutiger Kaufkraft und inflationsbereinigt 53.900 Euro entspricht. Ein Porsche 356 kostete damals 13.000 DM (heute 39.700 Euro). Mit einigen Zusatzausstattungen konnte der Preis eines 190 SL auf über 20.000 DM (61.100 Euro) steigen. Für die Hälfte dessen war eine Mercedes-180-Ponton-Limousine erhältlich. Der Verkaufspreis in den USA war im Vergleich zu dem in Deutschland niedriger angesetzt. Der Preis in Deutschland blieb über die gesamte achtjährige Bauzeit unverändert.
Mit 25.881 gebauten Fahrzeugen erwies sich das Konzept eines Reisesportwagens mit Anlehnung an die Großserientechnik als erfolgreich. Der 190 SL verkörperte in der noch jungen Bundesrepublik Deutschland der Wirtschaftswunderzeit das „Wir-sind-wieder-wer-Gefühl“ und war ein beliebtes Requisit in vielen deutschen Spielfilmen dieser Ära. Der Erfolg des Fahrzeugs lässt sich in folgenden drei Punkten zusammenfassen:
- Bequemer Reisewagen mit dem sportlichen Design des 300 SL und ansprechenden Fahrleistungen
- Im Vergleich zu anderen Tourensportfahrzeugen relativ anspruchslose Serientechnik und leichtes Handling
- Vielseitigkeit (als offener Roadster oder geschlossenes Coupé)

### Bilder

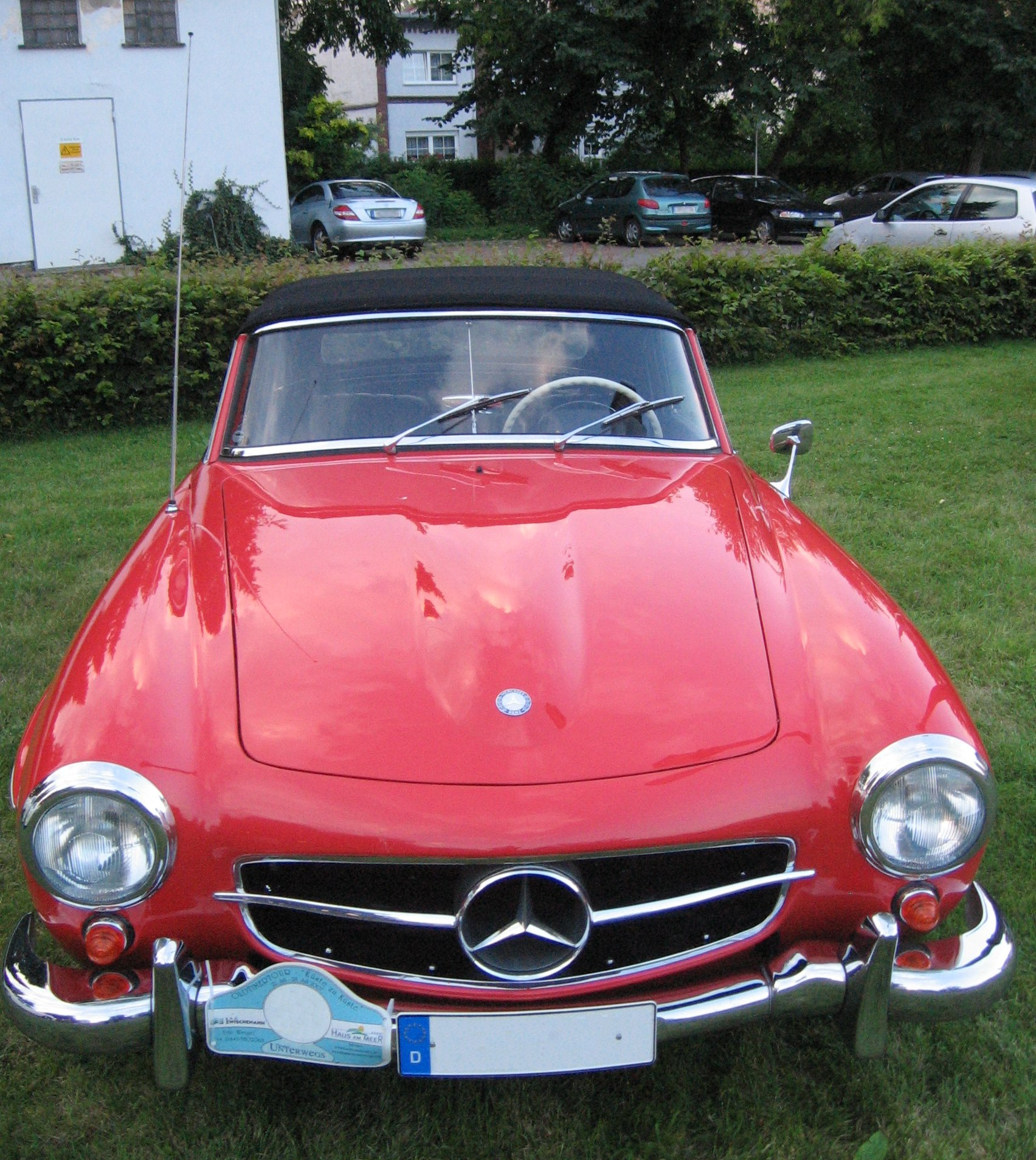
Mercedes-Benz 190 SL Frontansicht
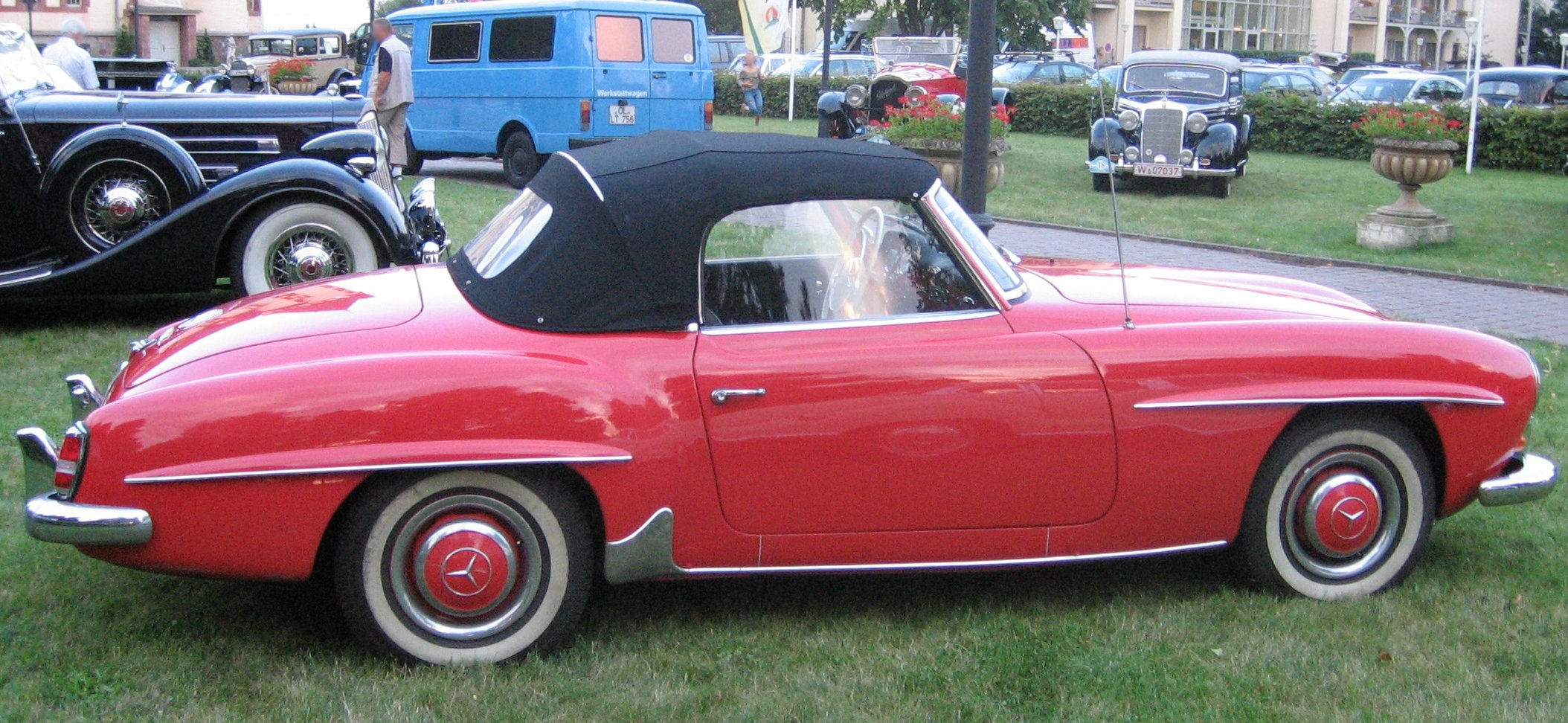
Mercedes-Benz 190 SL
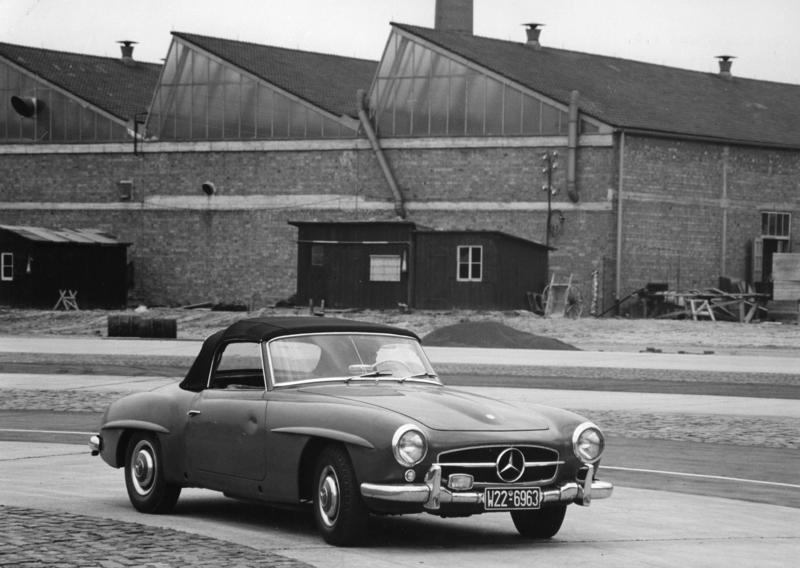
Mercedes-Benz 190 SL 1956

### Modellpflege
Im Laufe der fast achtjährigen Produktionszeit flossen über 400 Detailverbesserungen in die Serie ein. Meist waren diese unauffällig. Nachfolgend ist eine Auswahl der maßgeblichen Änderungen in der 190-SL-Baureihe dargestellt:
- April und September 1955: Änderung der Hinterachsübersetzung von 3,70 auf 3,89 – später 3,90
- Februar 1956: Hardtop in Stahlausführung (vorher aus Aluminium)
- März 1956: Zusätzliche Chromleisten des Coupés auch beim Roadster
- April 1956: Lüfter- und Heizungsgebläse, Bremskraftverstärker (Typ ATE T 50), Starktonhorn und Lichthupe serienmäßig, im Roadster ersetzt Coupé-Klappsitz den Kübelsitz
- Mai 1956: Zeituhr mit Handaufzug im Handschuhkastendeckel serienmäßig
- Juni 1956: Vergrößerung der Heckleuchten (analog Ponton-Limousine 220a und 220 S)
- November 1956: Außenspiegel an der Fahrerseite serienmäßig, Motorhaube und Kofferraumdeckel aus stärkerem Blech
- Februar 1957: Türgriffe innen mit geänderter Schlossbetätigung
- Juli 1957: Kennzeichenbeleuchtung an den Stoßstangenhörnern, Kennzeichenblende vorn in Chrom
- März 1958: Gepolsterte Sonnenblenden, für Beifahrerseite mit Make-up-Spiegel
- Juli 1958: Lenkradschloss serienmäßig, Anlasserbetätigung mit Druckknopf
- Juli 1959: Scheibenwaschanlage serienmäßig
- Oktober 1959: Neu gestaltetes Hardtop (optisch an 300 SL Roadster angeglichen) mit großer Panorama-Heckscheibe
- August 1960: Neuer Heckdeckelgriff und neues Heckdeckelschloss
- September 1960: Zigarrenanzünder serienmäßig
- Januar 1961: Neuer Tankverschluss, Heizungs- und Lüftungsgriffe aus dem Kunststoff Hostalen
- Juni 1961: Blinker vorn in Gelb
- August 1961: Neue Motorenbaureihe M 121.928
- Oktober 1961: Einbau von Befestigungspunkten für Sicherheitsgurte
- Mai 1962: Radläufe vorne zum Korrosionsschutz mit PVC-Unterbodenschutz versehen

## Technik und Innovation

### Aufbau
Die Karosserie des 190 SL war nach dem Vorbild des 300-SL-Flügeltürers geformt. Mit dem Hardtop wurde ein Cw-Wert von 0,461 ermittelt..

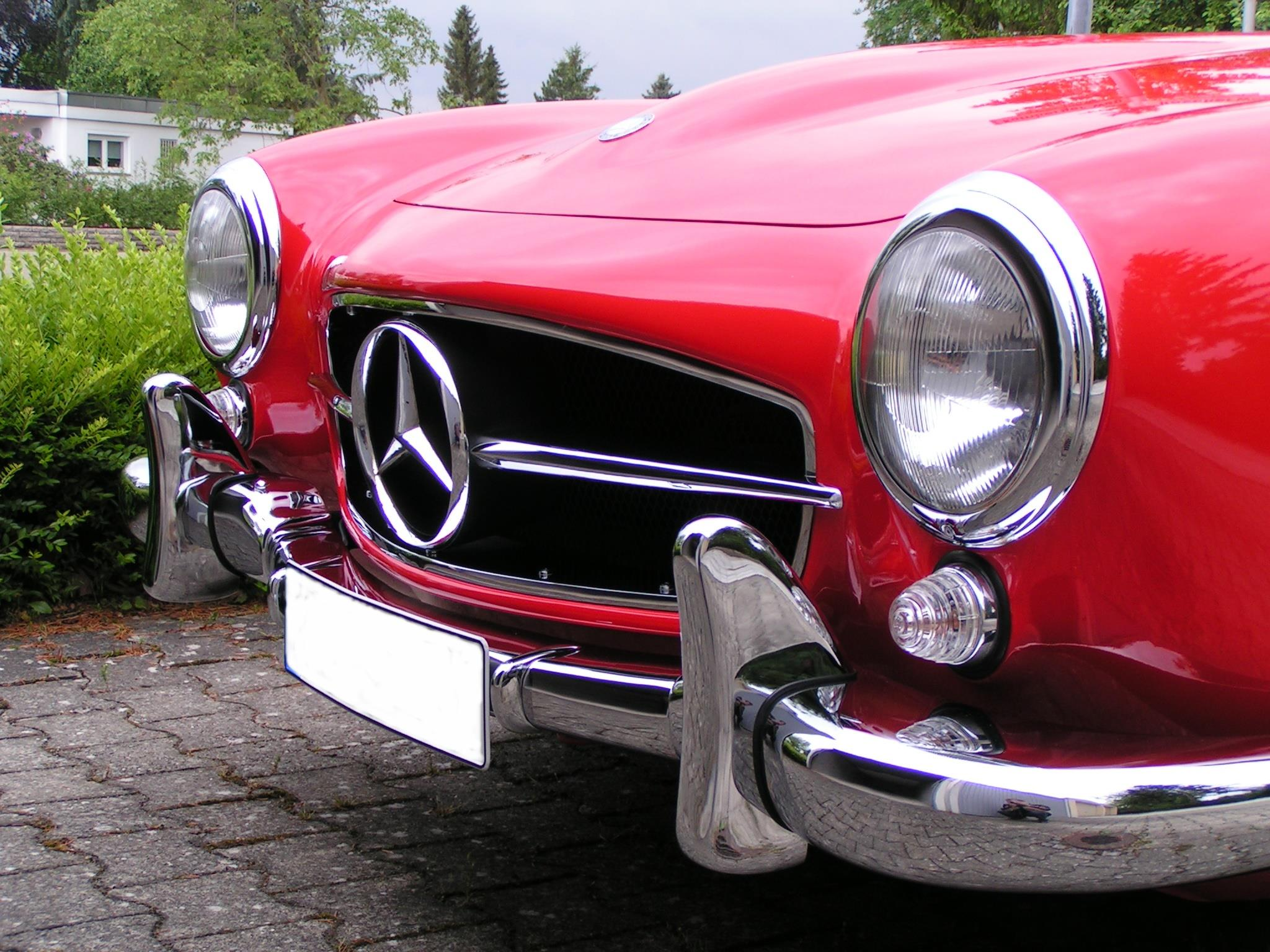
Die Fahrzeugfront des 190 SL war in Bezug auf Stil und Abmessungen mit der des 300 SL Flügeltürers vergleichbar

Viele Stilelemente übernahm man vom „großen Bruder“ 300 SL, u. a. die Frontmaske, die Stoßstangen, die vorderen Scheinwerfer und Teile der Motorhaube. Die Heckleuchten und Fahrwerkskomponenten stammten von den Ponton-Fahrzeugen. Der 190 SL wurde außen mit Chromschmuck entsprechend dem Zeitgeschmack versehen. In den USA waren Stoßstangenhörner wegen der dort erforderlichen Höhe vorgeschrieben, in Europa gegen Aufpreis erhältlich.
Neben optischen Ansprüchen hatten die Ingenieure auch die Funktionalität berücksichtigt. Die an den vorderen und hinteren Kotflügeln angebrachten horizontalen Lanzetten (spitz auslaufende Ausbuchtungen) beispielsweise gaben dem Wagen nicht nur ein elegantes Äußeres, sie schützten die Fahrzeugflanken auch vor aufgewirbeltem Schmutz.
Die Karosserie des 190 SL wurde aus Stahlblech hergestellt, die Motorhaube, die Kofferraumklappe, die Türschwellen- und die Türhaut bestanden aus Aluminium. Der 190 SL wog 1180 kg (1200 kg bei aufgesetztem Hardtop). Im ursprünglichen Konzept war ein Leergewicht von ungefähr 1000 kg angestrebt worden, notwendige Versteifungen an der Karosserie ließen aber das tatsächliche Fahrzeuggewicht höher ausfallen.
Der 190 SL wurde in drei Varianten angeboten:
- ab Mai 1955: Roadster mit Stoffverdeck – Baumustercode 121.042 – Preis 16.500 DM (nach heutiger Kaufkraft 50.399 Euro)
- ab Dezember 1955: Coupé mit Hardtopaufsatz (d. h. ohne Stoffverdeck/Verdeckkasten) – Baumustercode M 121.040 – Preis 17.100 DM
- ab Dezember 1955: Coupé mit Hardtopaufsatz und Stoffverdeck – gleicher Baumustercode wie Coupé – Preis 17.650 DM (53.911 Euro)

Die Mehrzahl der hergestellten Modelle waren Roadster. Hier gab es die Möglichkeit, ein passendes Hardtop nachzurüsten. Mit der teuersten Version, dem „Coupé mit Roadsterverdeck“, gab es für den Ganzjahreseinsatz beide Dächer. Die 190-SL-Coupéversion wurde sehr selten bestellt, weil man nach Abnahme des Hardtops zum Offenfahren auf schönes Wetter angewiesen war. Ebenso hatte eine spätere Nachrüstung des Stoffverdecks samt Verschlussmechanik und Verdeckkasten hohe Mehrkosten zur Folge.
In den ersten Verkaufsprospekten wurde eine Sportversion des 190 SL angeboten. Für den Renneinsatz (gedacht wurde hier an regionale Bergrennen oder Rallyes) sollten bessere Fahrleistungen durch die Verringerung des Fahrzeuggewichts erzielt werden. Hierzu konnten die Stoßstangen und das Verdeck abgenommen werden. Zusätzlich konnte die Windschutzscheibe durch eine kleine, leichte Plexiglasscheibe am Fahrerplatz ersetzt und die Türen gegen spezielle Leichtmetall-Exemplare ohne Fenster ausgetauscht werden. Von diesem „Sportroadster“ wurden jedoch nur 17 Fahrzeuge (Quelle: Motor-Klassik 2/1986) produziert, die Modellvariante wurde im März 1956 eingestellt.

### Fahrgestell und Motor

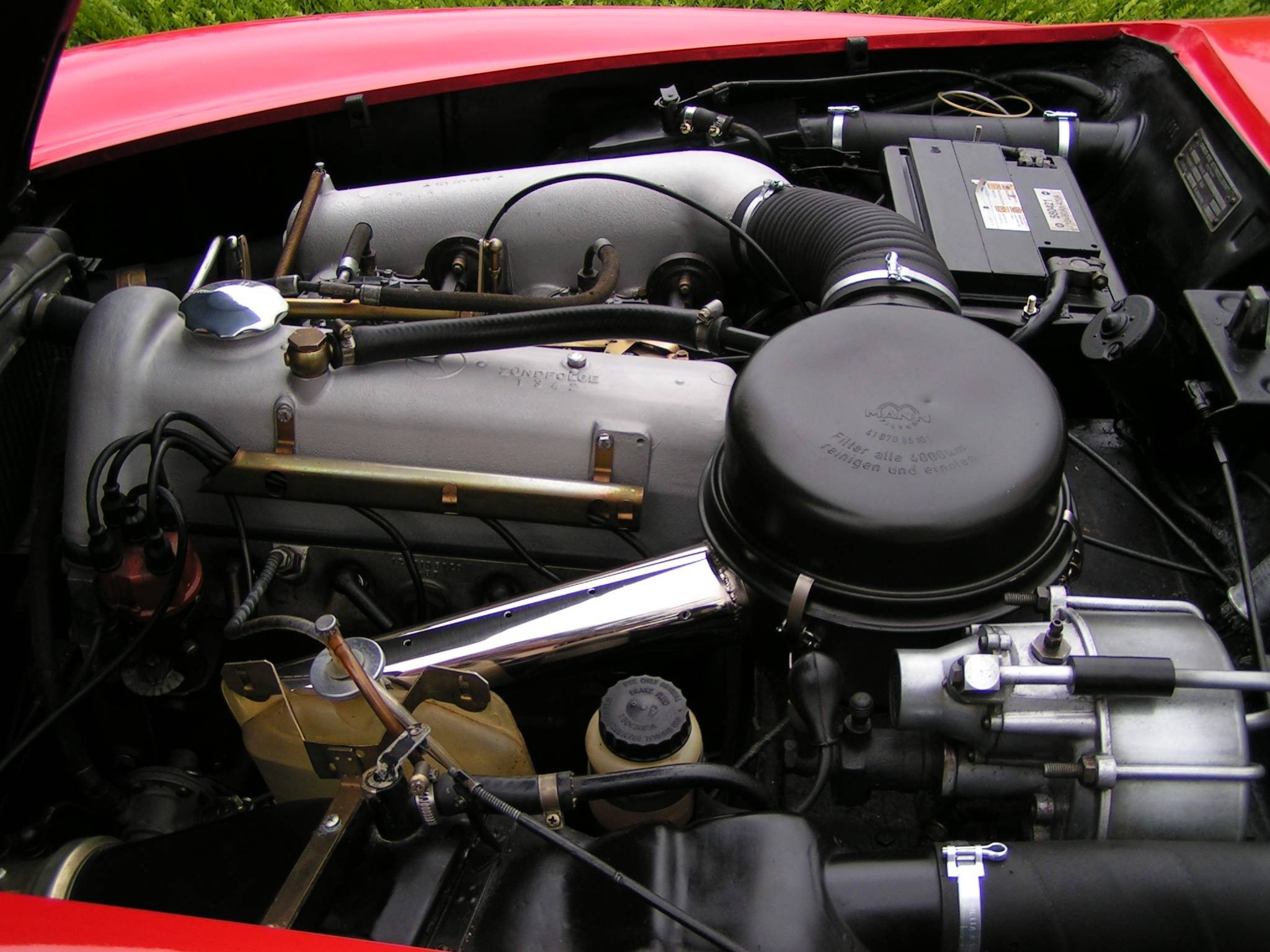
OHC-Vierzylindermotor des 190 SL

Viele Bauteile basierten auf der 1953 vorgestellten Limousine 180 (W 120), zum Beispiel die mit dem Ponton-Modell verwandte Bodengruppe, bei der lediglich der Radstand geringfügig verkürzt wurde. An der Hinterachse kam die neu entwickelte Eingelenk-Pendelachse zum Einsatz.
Der OHC-Vierzylindermotor mit 1897 cm³ Hubraum, 105 PS (77 kW) und einer Verdichtung von 1:8,8 war eine Neuentwicklung. Dieser Motor wurde später auch in dem 1956 vorgestellten Mercedes-Benz Typ 190 (Code W 121 B I) eingebaut, wo er in gedrosselter Version 75 PS (55 kW) leistete.
Da eine Benzin-Einspritzung aus Kostengründen von der Unternehmensleitung noch verworfen wurde, boten sich verschiedene Vergaser-Alternativen von SU (Skinner Union) aus Großbritannien, des italienischen Unternehmens Carburatori Weber und der Deutschen-Vergaser-Gesellschaft (Pierburg GmbH/Solex-Vergaser) an. Nach mehreren Testreihen und dank freundschaftlicher Beziehungen zwischen den Vorständen von Daimler-Benz und Pierburg wurden in den Serienfahrzeugen je zwei Solex-Flachstrom-Registervergaser eingebaut. Diese Entscheidung führte zu einem der wenigen Schwachpunkte des 190 SL, der sich im Lauf der Jahre herausstellte. Oft schlugen die Drosselklappenwellen der Solex-Vergaser mit der Zeit aus; dadurch ließ sich der Motorlauf nicht mehr exakt einstellen. Ebenso waren damit ein Leistungsabfall und ein schwer justierbarer Leerlauf des Motors verbunden. Die notwendige Vergaser-Überholung war und ist ein kostspieliges Unterfangen. Bei vielen Gebrauchtfahrzeugen (insbesondere bei USA-Reimport-Wagen) wurden nachträglich die weniger anfälligen italienischen Weber-Vergaser eingebaut.
Die mit Kühlrippen („Turbokühlung“) versehenen Trommelbremsen waren denen des größeren 300 SL ähnlich. Ab dem zweiten Modelljahr (1956) wurde serienmäßig der Bremskraftverstärker T 50 von ATE eingebaut. Danach wurde auch die Bremsleistung in verschiedenen Testberichten lobend erwähnt. Scheibenbremsen wurden erst beim Folgemodell 230 SL („Pagode“) verwendet.
Das Getriebe des 190 SL war eine Weiterentwicklung des seinerzeit in allen Mercedes-Benz-Personenwagen eingebauten Vierganggetriebes. Nachdem die US-Studie von 1954 noch einen langen Schwanenhals-Schalthebel besaß und in ersten Prospekten eine Lenkradschaltung abgebildet war, erhielt der 190 SL beim Serienanlauf einen geraden Schaltknüppel auf dem Getriebetunnel. Ein Automatikgetriebe gab es nicht.

## Technische Daten
| Mercedes-Benz 190 SL (1955–1963) | |
| Motor                            | Mercedes-Benz M 121                                                                                      |
| Hubraum                          | 1897 cm³                                                                                                 |
| Bohrung × Hub                    | 85 × 83,6 mm                                                                                             |
| Verdichtung                      | 8,5 : 1 ab Motor-Nr. 3804 (11/1956) 8,8 : 1                                                              |
| Leistung bei 1/min               | 77 kW (105 PS) bei 5700                                                                                  |
| Max. Drehmoment bei 1/min        | 142 Nm (14,5 mkp) bei 3200                                                                               |
| Ventilsteuerung                  | obenliegende Nockenwelle (OHC), angetrieben durch Duplexrollenkette                                      |
| Gemischaufbereitung              | Zwei Flachstrom-Registervergaser Typ Solex 44 PHH                                                        |
| Kühlung                          | Wasser mit Pumpe und Thermostat, Inhalt des Kühlsystems: 10 l                                            |
| Getriebe                         | vollsynchronisiertes Vierganggetriebe mit Mittelschaltung (Hinterradantrieb)                             |
| Bremsen                          | Hydraulisch betätigte Trommelbremsen (vorn Duplex) mit Bremskraftverstärker (Gesamtbremsfläche 1064 cm²) |
| Radaufhängung vorn               | Dreiecksquerlenker                                                                                       |
| Radaufhängung hinten             | Eingelenkpendelachse mit Längsschubstreben                                                               |
| Federung                         | Schraubenfedern und Gummizusatzfedern (vorn mit Stabilisator), Teleskopstoßdämpfer                       |
| Karosserie                       | Mittragende Ganzstahlkarosserie, Rahmen-Boden-Anlage mit Karosserie verschweißt                          |
| Radstand                         | 2400 mm                                                                                                  |
| Spurweite vorn/hinten            | 1430/1475 mm                                                                                             |
| Reifengröße                      | 6.40–13                                                                                                  |
| Maße L × B × H                   | 4290 × 1740 × 1320 mm                                                                                    |
| Leergewicht (ohne Fahrer)        | 1180 kg, mit Hardtop 1200 kg                                                                             |
| Benzinverbrauch                  | 10,8–14,2 l/100 km *                                                                                     |
| Höchstgeschwindigkeit            | 170–173 km/h *                                                                                           |
| Beschleunigung, 0–100 km/h       | 14,0–14,3 s *                                                                                            |

* Messwerte aus den Testberichten der Zeitschriften „ADAC-Motorwelt“, Ausgabe 06/1956, „Automobil-Revue“, Ausgabe 11/1956 und „Auto, Motor und Sport“, Ausgabe 15/1960

## Ausstattung

### Innenausstattung

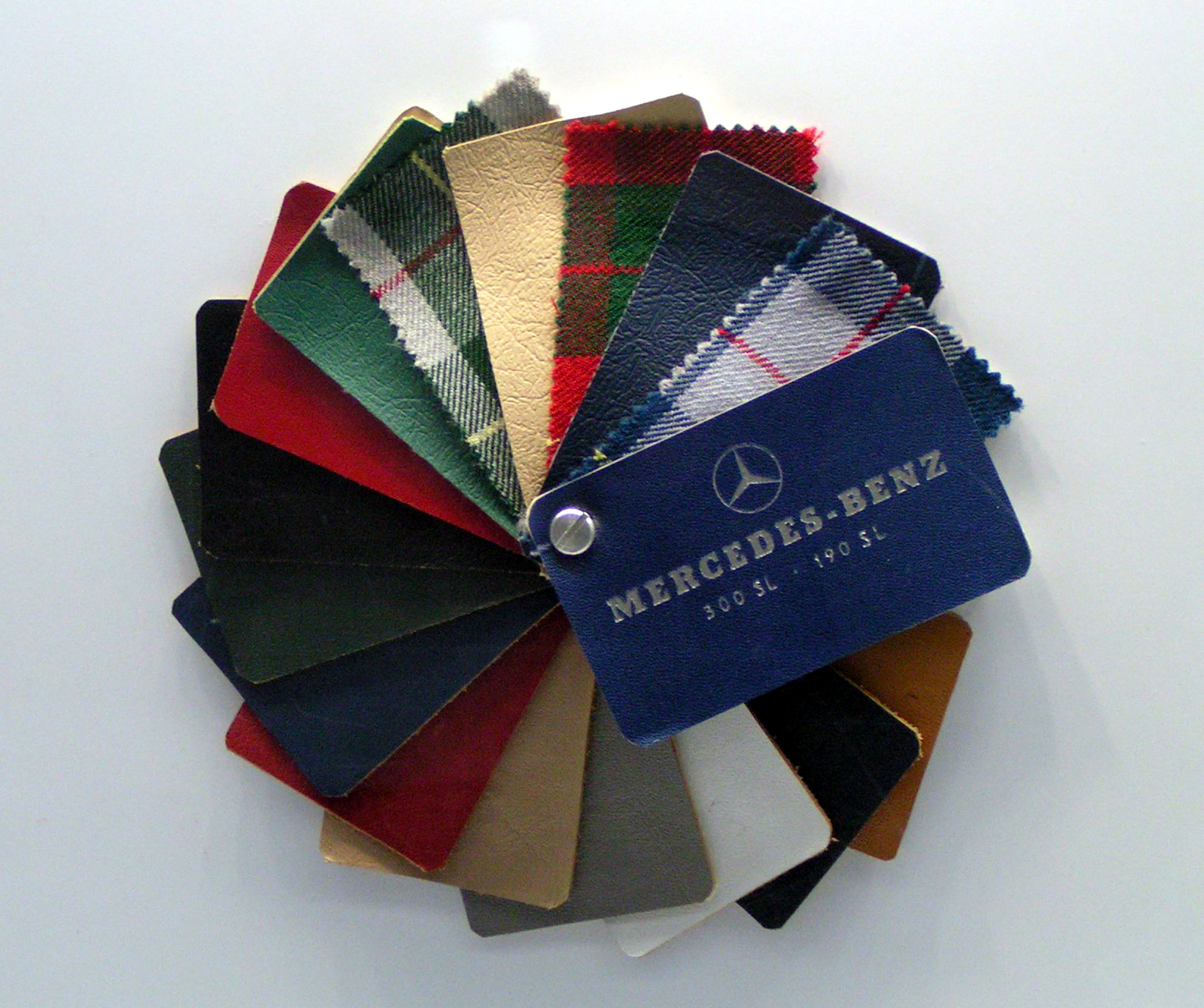
Die Polsterfarben der 190-SL- und 300-SL-Modelle von 1957. Die Leder-Karostoffkombination gab es nur beim 300 SL Flügeltürer.

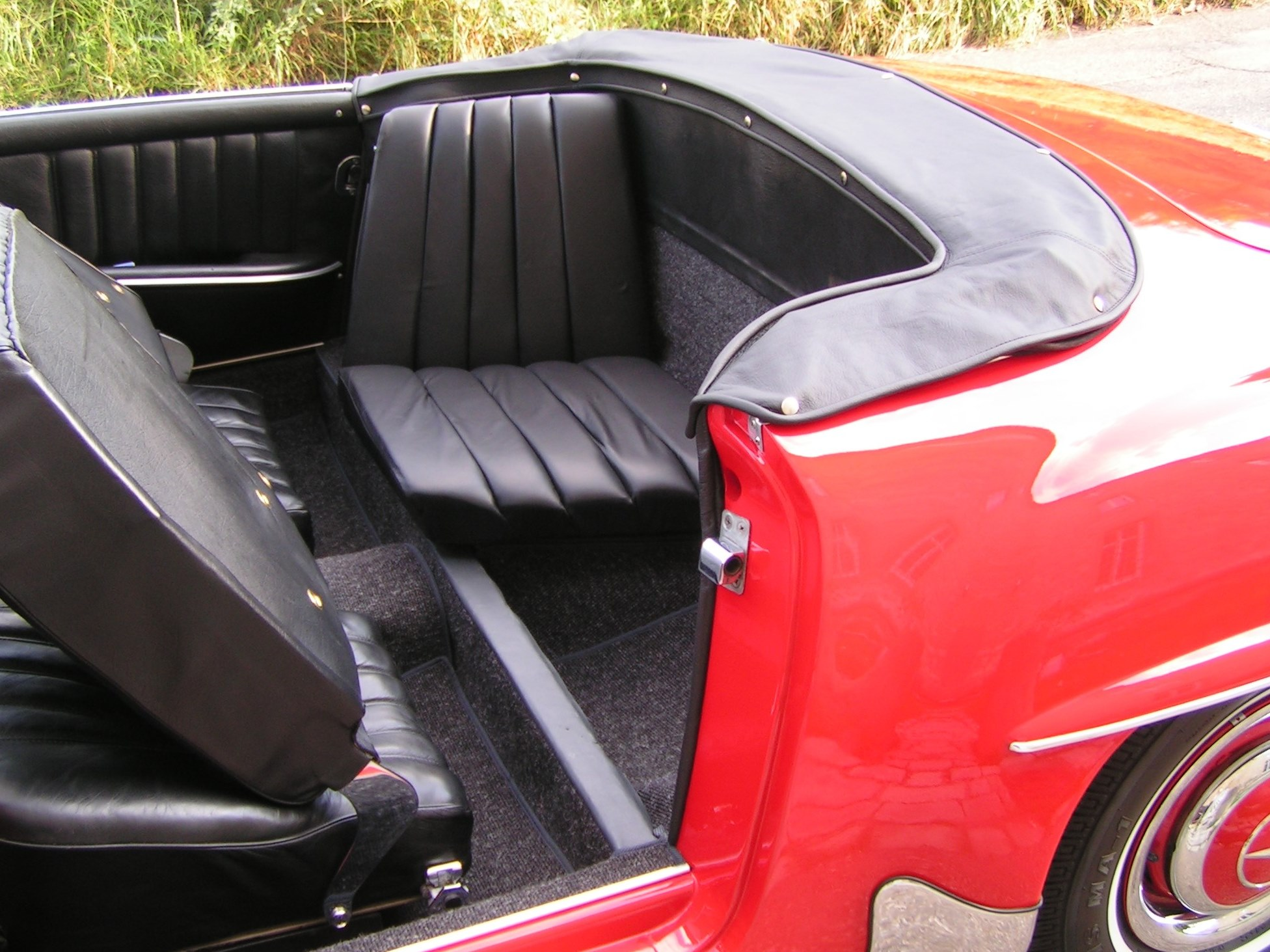
Auf Wunsch konnte im Fond des 190 SL ein separater Quersitz eingebaut werden.

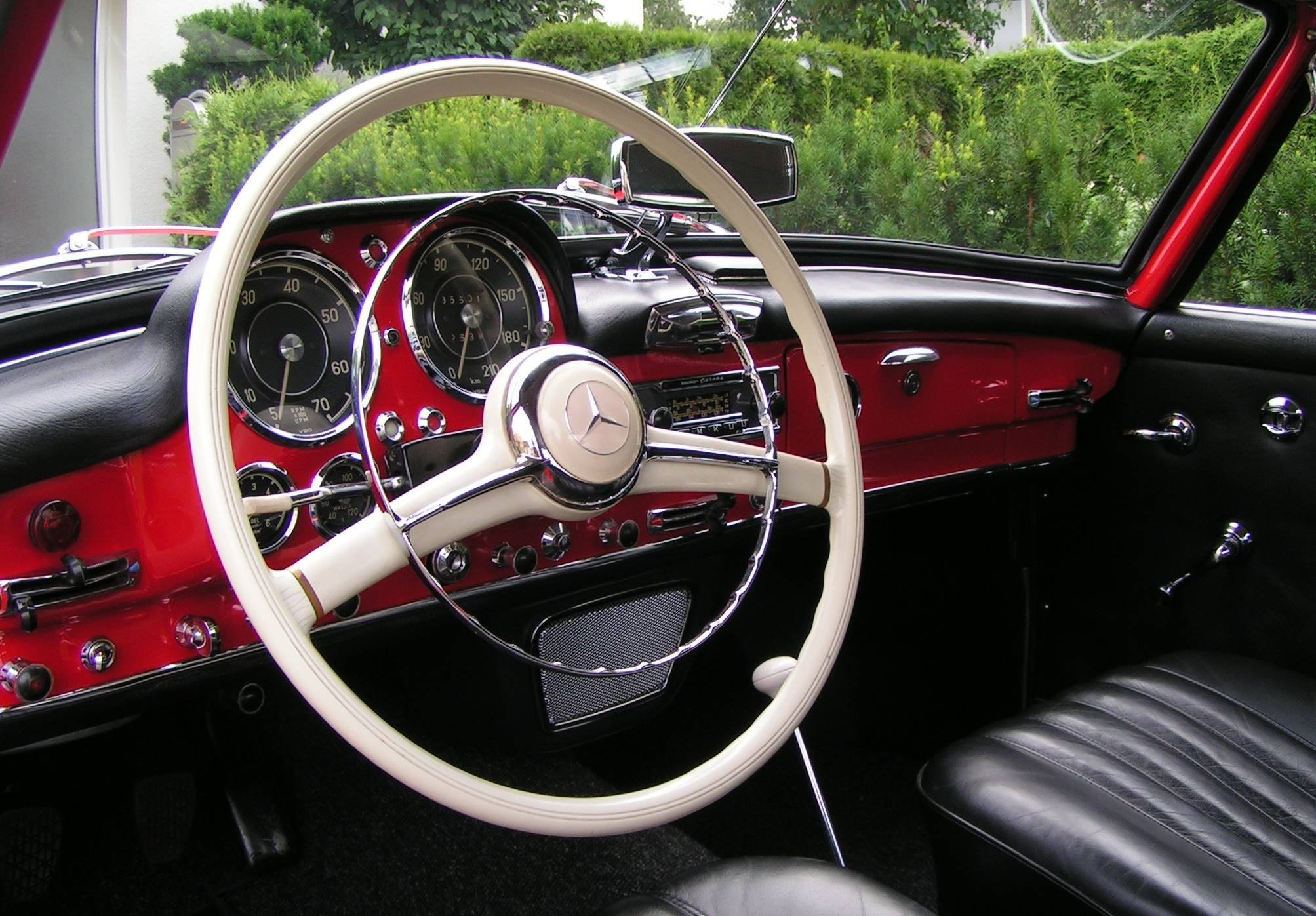
Das Armaturenbrett des 190 SL ähnelte dem des 300 SL Flügeltürers.

Der Innenraum des 190 SL war luxuriös ausgestattet. Es gab beim Roadster die MB-Tex-Polsterung (Kunstleder) in vier zur Lackierung passenden Farbtönen. Zunächst gab es beim Roadster „Kübelsitze“, denen des 300 SL verwandt, ab 1956 wurden die dicker gepolsterten Sitze des 190-SL-Coupés eingebaut. In den Coupé-Ausführungen waren Leder-Sitzbezüge serienmäßig.
Für die Mitnahme einer dritten Person konnte im Fond ein separater Quersitz eingebaut und mit wenigen Handgriffen auch wieder ausgebaut werden. Nahm man keine dritte Person im Fond mit, so konnten dort zwei vollwertige Koffer untergebracht werden. Als Extra waren maßgeschneiderte Koffersätze für den Fond und den Kofferraum erhältlich. Bei geschlossenem Stoffverdeck ließen sich im Verdeckkasten einige Utensilien unterbringen, an den Türen waren Kartentaschen angebracht.
Der Innenraumboden war mit Gummimatten ausgelegt, später gab es auch einen Innenteppich aus Haargarn-Bouclé.
Sehr fortschrittlich zur damaligen Zeit war die für Fahrer und Beifahrer getrennt einstellbare Heizungsregelung mit Zusatzlüftung für das Entfrosten der Scheiben.
Das Armaturenbrett weist eine Verwandtschaft zum 300-SL-Flügeltürer auf: links Drehzahlmesser, rechts Tachometer. Darunter befanden sich drei weitere Instrumente: Öldruck-, Kühlwassertemperatur- und Kraftstoff-Anzeigen. Später kam noch eine Kienzle-Zeituhr mit Handaufzug im abschließbaren Handschuhkastendeckel hinzu. Das Armaturenbrett war mit Kunst- oder Echtleder gepolstert. Ein Radio konnte eingebaut werden. Der abblendbare Innenspiegel und ein Aschenbecher befanden sich auf dem Armaturenbrett.
Das Lenkrad mit 43 cm Durchmesser schränkt kleinen Fahrern das Sichtfeld ein; eine Servolenkung gab es nicht. Die ersten Sonnenblenden-Versionen bestanden aus Metall und Celluloid. Ende der 1950er Jahre wurden diese durch Leder-bezogene Blenden ersetzt; auf der Beifahrerseite dann mit einem Make-up-Spiegel.

### Außenlackierung

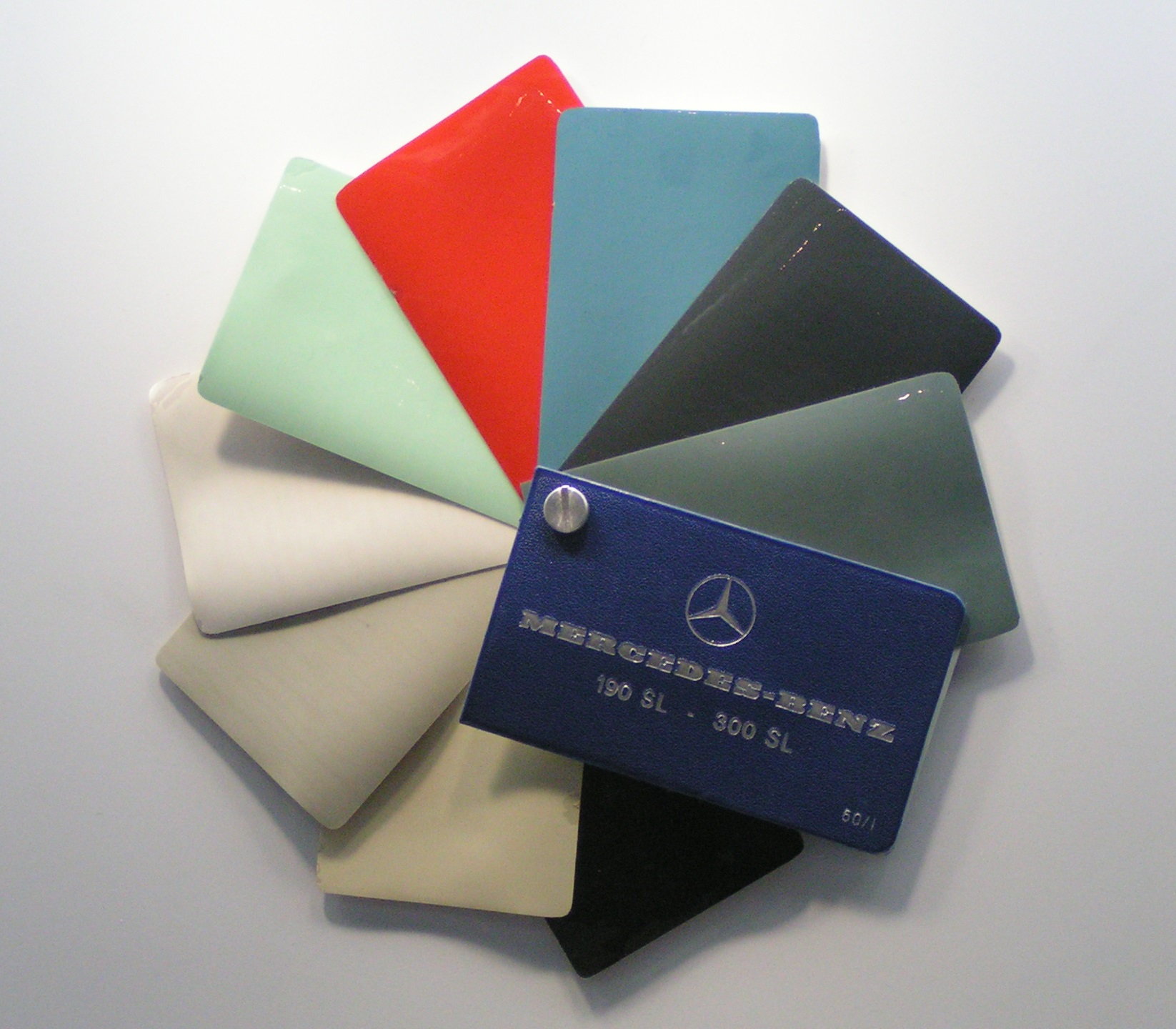
Farbkarte des 190 SL und 300 SL von 1957

Als Serienlackierung wurde zunächst silbergraumetallic angeboten. Kurze Zeit später gab es 12 Serienlackierungen. In den Verkaufsunterlagen ab 1957 waren 27 weitere Farbtöne aufgeführt, die gegen Mehrpreis bestellbar waren. Für das Coupé bestand außerdem die Möglichkeit, das Hardtop in einer anderen Farbe als das Fahrzeugunterteil zu bestellen. Hier gab es zehn Farbkombinationen, die aber nur selten bestellt wurden (nach Informationen aus der Mercedes-Benz-Interessengemeinschaft wurden bei der Baureihe W 121 im Jahr 1960 nur 3,6 % aller Fahrzeuge mit einer Zweifarblackierung bestellt).

### Sonderausstattungen
Folgende Sonderausstattungen konnten geliefert werden (ab 1956 gehörten sie zur Serienausstattung):
- Heizungs- und Defroster-Gebläse
- ATE-T-50-Bremskraftverstärker
- Lichthupe
- Scheibenwascher
- Starktonhorn
- abschließbarer Handschuhkasten
- Zeituhr im Handschuhfachdeckel

Darüber hinaus waren die nachstehend genannten Sonderausstattungen durchgehend gegen Aufpreis erhältlich:
- Sonderfarben bzw. Zweifarblackierungen
- Lederausstattung
- Stoßstangenhörner
- Weißwandreifen
- Hardtop, mit Aufbewahrungskiste aus Holz
- Quersitz für den Fondbereich (dritter Sitz)
- Ski-Halterungen
- Becker-Radio mit Antenne
- verschiedene Reisekofferausstattungen
- Nebelleuchten
- Sicherheitsgurte vorn (ab 1961)

### Produktionszahlen
Der 190 SL ging im Mai 1955 in Serie. Das letzte Exemplar wurde am 8. Februar 1963 ausgeliefert. Die Produktionszahlen (in Klammer USA-Export) verteilen sich auf die Modelljahre wie folgt:
- Mai bis Dezember 1955: 1727 (830)
- 1956: 4032 (1849)
- 1957: 3332 (1806)
- 1958: 2722 *) (628)
- 1959: 3949 (1650)
- 1960: 3977 (1264)
- 1961: 3792 (1509)
- 1962: 2246 (778)
- 1. Januar bis 8. Februar 1963: 104 (54)

Gesamt: 25.881 Exemplare, davon 20.636 Exportmodelle (hiervon USA = 10.368 Stück), 5245 Fahrzeuge mit deutscher Auslieferung
 *) Der Umsatzrückgang im Jahr 1958 stand im Zusammenhang mit der „Nitribitt-Affäre“. Viele Kunden wollten so ein „anrüchiges Fahrzeug“ nicht mehr haben und stornierten Aufträge, bereits ein Jahr später stabilisierten sich die Neuwagen-Zulassungen wieder.

## Zeitgenössische Wahrnehmung

### Presseberichte
- Road & Track schrieb im Testbericht 11/1955: „Das Herausragendste am 190 SL ist ohne Zweifel die Qualität seiner Konstruktion und Verarbeitung. Das Auto vermittelt augenblicklich ein starkes Gefühl von Solidität.“
- Die ADAC Motorwelt fasste den Testbericht der Ausgabe 6/1956 zusammen: „Abschließend sei der 190 SL nochmals kurz gekennzeichnet: Der Bequemlichkeit und Raumaufteilung nach ein Reisewagen, aber mit Sportwagen angenäherten Reiseleistungen, einem besonderen Maß an Fahrsicherheit, den Verbrauchsziffern eines Durchschnitts-Tourenwagens, dazu von einer ausgesuchten Eleganz der Linie und gediegenster Ausstattung.“
- Automobil Revue 11/1956: „Mit seiner eleganten Form und der flachen Motorhaube mit der neuen, von den Sportwagen übernommenen niedrigen und breiten Kühlerfront wird der Mercedes 190 SL allgemein als die schönste Schöpfung des Hauses Daimler-Benz betrachtet.“
- Sports Car World führte im April 1957 aus: „Der 190 SL ist ein ideales Straßenauto, das sich leichter als ein 300 SL handhaben lässt. Der 190 SL ist so aufregend wie der 300er auch – in einer ruhigen subtileren Weise. Im 300 SL ist man im Straßenverkehr einfach überbewaffnet, während man mit dem 190 SL gerade richtig bestückt ist. Der 190 SL verfügt über gleich exzellente Lenkeigenschaften, fährt sich genauso sicher, ein vollsynchronisiertes Getriebe, die gleiche Verarbeitungsqualität und eine bessere Hinterradaufhängung. Als sportliches Straßenauto … kommt der 190er unserem Sinn für Perfektion recht nahe.“
- Auto Motor und Sport hielt in der Ausgabe 15/1960 fest: „Seinen guten Ruf verdankt der 190 SL nicht nur seinem eleganten Aussehen, sondern ebenso seiner Robustheit und Zuverlässigkeit und seinen sauberen Fahreigenschaften. … Der 190 SL hat sich vieltausendfach bewährt, seine Besitzer sind zufrieden. Fahrsicherheit, Straßenlage Fahrleistungen sind einwandfrei, Karosserie und Verarbeitung sind hervorragend.“

Es gab nur wenige Kritikpunkte, wie z. B. die etwas zähe und raue Leistungsentfaltung des nur dreifach gelagerten Motors ab 4500/min, das in den Sichtbereich hineinragende Lenkrad oder die geringe Seitenführung der Vordersitze. Zum Ende seiner Produktionszeit wurden auch die Fahrleistungen als nur noch durchschnittlich bezeichnet, obwohl der 190 SL in seiner Endgeschwindigkeit dem Porsche 356 Super 90 ebenbürtig war.

### Renn- und Rallyesport-Ergebnisse

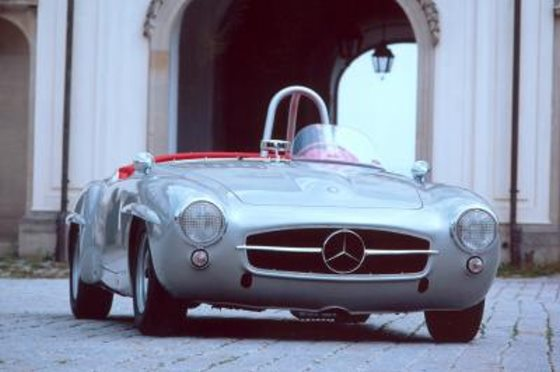
Nachbau eines 190 SL in Rennsportversion mit kleiner Polycarbonat-Windschutzscheibe und Überrollbügel, ohne Stoßstangen und Verdeck

Neben einigen mittleren Platzierungen bei lokalen Rallyeveranstaltungen konnte als größter Erfolg der erste Platz eines privat umgebauten Renn-SL mit dem Fahrer Doug Steane im Herbst 1956 beim Formel-3-Grand Prix von Macau verbucht werden.
Wenig bekannt waren die Weltrekordfahrten für Dieselfahrzeuge mit einem 190 SL im Herbst 1961. Die Geschwindigkeitsrekorde wurden auf dem alten Hockenheimring mit einem 190 SL in Rennversion und 65 PS (48 kW) starkem Dieselmotor gefahren.
Der Grund für den geringen sportlichen Erfolg des 190 SL war, dass er zu schwach und zu schwer war; nach einer FIA-Reglement-Änderung vom März 1956 hätte der Roadster als geschlossenes Cabrio der GT-Klasse zugeordnet werden und sich der wesentlich stärkeren Konkurrenz stellen müssen. Aber auch nach der vorherigen „Sportwagen“-Klassifizierung wäre der 190 SL nach Meinung des damaligen Mercedes-Rennleiters Alfred Neubauer chancenlos gewesen. Deshalb wurden nur wenige Exemplare des 190 SL in Rennversion hergestellt. Bei den heute bekannten Fahrzeugen handelt es sich um Umbauten von Serien-190-SL.

## Der 190 SL als Oldtimer

### Wertentwicklung des 190 SL
Der 190 SL gehört bis heute mit zu den begehrtesten automobilen Klassikern am Oldtimermarkt mit stark steigender Preisentwicklung (nahezu eine Verdoppelung der Marktpreise in den letzten zehn Jahren). Perfekt restaurierte Exemplare kosten bis zu 200.000 Euro. Bei einer 190-SL-Exportquote von fast 80 % wurden in Deutschland nur knapp über 5000 Fahrzeuge ausgeliefert. Die meisten hiervon haben die 1960er/70er Jahre infolge fehlender Rostschutzmaßnahmen nicht überstanden. Originale deutsche Modelle in gut erhaltener Substanz sind selten.
Interessenten müssen häufig in den USA nach einem 190 SL suchen, aber auch da (vorzugsweise in den südlicheren Staaten) gibt es kaum noch gute Wagen. Vorsicht ist bei Reimporten geboten, denn oft lässt sich die Fahrzeughistorie nicht mehr zweifelsfrei nachvollziehen oder es wurden schlampige Reparaturen oder Restaurierungen durchgeführt.
Bei einer Restaurierung kann es durchaus vorkommen, dass Summen oberhalb des tatsächlichen Fahrzeugwertes erreicht werden. Insofern kann auch beim 190 SL das in Oldtimerkreisen bekannte Zitat gelten: „Der Erwerb eines teueren Fahrzeugs ist in der Regel der bessere Kauf.“

### Bestand in Deutschland
Laut Kraftfahrt-Bundesamt betrug der Bestand der am 1. Januar 2005 in Deutschland gemeldeten 190-SL-Fahrzeuge 1368 Stück.

## Trivia

### Käufer des Fahrzeugs
Prominente Besitzer eines 190 SL waren unter anderem: Gina Lollobrigida, Grace Kelly, Romy Schneider, Frank Sinatra, Cary Grant, Alfred Hitchcock, Maureen O’Hara, Zsa Zsa Gabor, Ringo Starr, Toni Sailer und Rosemarie Nitribitt.

### Die Bezeichnung „Nitribitt-SL“
Die Frankfurter Prostituierte Rosemarie Nitribitt besaß einen schwarzen 190 SL mit roten Ledersitzen. Die im Oktober 1957 Ermordete hatte Kontakte zu vermögenden Kunden und angeblich auch zu namhaften Persönlichkeiten aus Politik und Wirtschaft. Der nie aufgeklärte gewaltsame Tod der damals 24-jährigen Nitribitt füllte mit Berichten von hohem Barvermögen und sexuell motivierten Machenschaften ihrer nie identifizierten, sondern lediglich vermuteten Freier aus der Oberschicht monatelang alle Boulevardblätter.
Die Verfilmung dieser Geschichte wurde 1958 ein Kassenschlager in den Kinos: Das Mädchen Rosemarie mit Nadja Tiller in der Hauptrolle zeigte die in den gehobenen Kreisen der damaligen Zeit herrschende Doppelmoral. Im selben Jahr hatte Daimler-Benz beim 190 SL einen vorübergehenden, aber deutlichen Rückgang der Verkaufszahlen zu verzeichnen – angeblich war das saubere Image des Wagens beschädigt.
Sowohl im Kinofilm von 1958 als auch 1996 in der Fernseh-Neuverfilmung von Sat.1 mit Nina Hoss wurde statt eines schwarzen ein roter 190 SL gezeigt.

### Replikate
Der Mercedes-Benz 190 SL ist das neben dem 300 SL weltweit am meisten nachgebaute Mercedes-Benz-Modell. Erfolgreich waren vor allem die Nachbildungen von Scheib in Deutschland sowie Gullwing in der Schweiz.
In Japan gibt es von Duesen Bayern seit Februar 2002 ein dem 190 SL ähnelndes Fahrzeug unter dem Modellnamen Mystar, das auf dem BMW Z3 aufbaut. Eine Sportversion dieses Wagens brachte der Hersteller im Mai 2007 unter dem Modellnamen Agnes heraus.